# الرقابة على شبكة الإنترنت ومراقبتها في إفريقيا
توفر قائمة المراقبة والرقابة على شبكة الإنترنت في أفريقيا معلومات حول أنواع ومستويات رقابة الإنترنت ومراقبته التي تحدث في بلدان أفريقيا.
تقدم تقارير الحرية على الشبكة الصادرة عن منظمة فريدوم هاوس معلومات مفصلة حسب البلد فيما يتعلق بالمراقبة والرقابة على شبكة الإنترنت، ومبادرة إنترنت مفتوح، ومنظمة مراسلون بلا حدود، وفي تقارير البلدان عن ممارسات حقوق الإنسان الصادرة عن مكتب وزارة الخارجية الأمريكية للديمقراطية وحقوق الإنسان والعمل. تم تلخيص التصنيفات الصادرة عن العديد من هذه المنظمات أدناه إضافة إلى مقال الرقابة حسب البلد.

## التصنيفات
يصنف مستوى المراقبة والرقابة على شبكة الإنترنت في بلد ما في واحدة من التصنيفات التالية: واسع النطاق، أساسي، انتقائي، ورقابة وإشراف قليلين أو معدومين. تعتمد هذه التصنيفات على تصنيفات مأخوذة من تقارير الحرية على الشبكة الصادرة عن منظمة فريدوم هاوس ومضاف إليها معلومات من مبادرة إنترنت مفتوح، ومنظمة مراسلون بلا حدود، وتقارير البلدان حول ممارسات حقوق الإنسان الصادرة عن مكتب وزارة الخارجية الأمريكية للديمقراطية وحقوق الإنسان والعمل.
المراقبة أو الرقابة واسعي النطاق: تصنف الرقابة في بلد ما بأنها واسعة النطاق عندما تراقب غالبًا المحتوى السياسي والاجتماعي وغيره من المحتويات، وتشارك في المراقبة الجماعية لشبكة الإنترنت، وتتخذ إجراءات انتقامية من المواطنين الذين يتحايلون على المراقبة أو الرقابة بالسجن أو غير ذلك من العقوبات. يُضمن بلد ما في تصنيف «الرقابة واسعة النطاق» عندما يكون:
- مُصنف بأنه «غير حر» بمعدل نقاط بين 71 حتى 100 في تقرير الحرية على الشبكة الصادر عن منظمة فريدوم هاوس،
- مُصنف بأنه «غير حر» في تقرير الحرية على الشبكة أو أنه غير مصنف فيه أبدًا
  - ومدرج في قائمة «أعداء الإنترنت» الصادرة عن منظمة مراسلون بلا حدود،[1] أو
  - تصنف مبادرة إنترنت مفتوح مستوى فلترة الإنترنت فيها بأنه واسع النطاق في أي من المجالات التالية (السياسية، الاجتماعية، النزاعات/الأمن، وأدوات الإنترنت) التي يختبرونها.

مراقبة ورقابة كبيرين: تمارس البلدان المضمنة في هذا التصنيف مراقبة ورقابة كبيرين على الإنترنت. يشمل ذلك البلدان التي يخضع فيها عدد من الفئات لمستوى متوسط من الفلترة أو تخضع فئات كثيرة لمستوى منخفض من الفلترة. يضمن بلد ما في هذا التصنيف إذا كان:
- غير مضمن في تصنيف «الرقابة واسعة النطاق»،
  - ومصنف بأنه «غير حر» في تقرير الحرية على الشبكة الصادر عن منظمة فريدوم هاوس،
  - أو مصنف «حر جزئيًا» أو غير مصنف أبدًا في تقرير الحرية على الشبكة،
    - ومضمن في قائمة «أعداء الإنترنت» الصادرة عن منظمة مراسلون بلا حدود،
    - أو تصنف مبادرة إنترنت مفتوح مستوى فلترة الإنترنت فيه بأنه واسع النطاق أو كبير في أي من المجالات (السياسية، والاجتماعية، والنزاعات/والأمن، وأدوات الإنترنت) التي يختبرونها.

المراقبة والرقابة الانتقائيين: تبين أن البلدان المشمولة في هذا التصنيف تمارس إشراف ورقابة انتقائيين على شبكة الإنترنت. يشمل ذلك البلدان التي يحظر فيها عدد قليل من المواقع المحددة أو تستهدف الرقابة فيها عددًا صغيرًا من الفئات والقضايا. ويُدرج بلد ما في هذا التصنيف عندما:
- لا يكون مضمنًا في تصنيفي «الرقابة واسعة النطاق» و«الرقابة الكبيرة»،
  - ومصنف بأنه «حر جزئيًا» في تقرير الحرية على الشبكة الصادر عن منظمة فريدوم هاوس،
  - أو مضمن في قائمة «أعداء الإنترنت» الصادرة عن منظمة مراسلون بلا حدود،
  - أو غير مصنف فيها أبدًا وتصنف مبادرة إنترنت مفتوح مستوى فلترة الإنترنت فيه بأنه انتقائي في أي من المجالات (السياسية، والاجتماعية، والنزاعات/الأمن، أدوات الإنترنت) التي يختبرونها.

المراقبة والرقابة القليلين أو المعدومين: يصنف بلد ما بأنه ضمن تصنيف «المراقبة والرقابة القليلين أو المعدومين» عندما لا يتم تضمينه في فئات «الرقابة واسعة النطاق» أو «الرقابة الكبيرة» أو «الرقابة الانتقائية».
يشمل هذا التصنيف البلدان المدرجة بأنها «حرة» في قائمة تقرير الحرية على الشبكة الصادر عن منظمة فريدوم هاوس، ولم تدرجه منظمة مراسلون بلا حدود ضمن قائمة «أعداء الإنترنت»، ولم تجد مبادرة إنترنت مفتوح فيه أي دليل على فلترة الإنترنت في أي من المجالات الأربعة (السياسية، والاجتماعية، والنزاعات/الأمن، وأدوات الإنترنت) التي يختبرونها. غالبًا ما توجد ضوابط أخرى كالفلترة الاختيارية والرقابة الذاتية وأنواع أخرى من الإجراءات العامة أو الخاصة للحد من المواد الإباحية للأطفال، أو خطاب الكراهية أو التشهير أو سرقة الملكية الفكرية. تشمل أقسام الدول المختلفة أدناه تصنيفات وفقًا لمبادرة إنترنت مفتوح، ومراسلون بلا حدود.. إلخ.

## المراقبة والرقابة واسعي النطاق

### مصر
- مصنفة «حرة جزئيًا» في تقرير الحرية على الشبكة الصادر عن منظمة فريدوم هاوس عام 2009 (معدل درجات 51)، 2012 (معدل درجات 59)، 2013 (معدل درجات 60)، 2014 (معدل درجات 60)؛ و«غير حرة» في عام 2015 (معدل درجات 61)، 2016 (معدل درجات 63)، 2017 (معدل درجات 68) و2018 (معدل درجات 72).[2][3][4][5][6][7]
- في أغسطس عام 2009 لم تجد مبادرة إنترنت مفتوح أي دليل على فلترة الإنترنت في أي من المجالات الأربعة (السياسية، الاجتماعية، النزاعات/الأمن، وأدوات الإنترنت).[8]
- أدرجتها منظمة مراسلون بلا حدود في قائمة أعداء الإنترنت منذ عام 2006 حتى عام 2010.
- وضعتها منظمة مراسلون بلا حدود تحت المراقبة منذ عام 2011 حتى يومنا هذا.

لم تكن شبكة الإنترنت في مصر خاضعة للرقابة بشكل مباشر في عهد الرئيس حسني مبارك، لكن نظامه استمر في مراقبة أغلب المدونين الناقدين له واعتقالهم على الدوام. أجرت السلطات في ذروة الانتفاضة ضد الديكتاتورية، في أواخر شهر يناير من عام 2011، فلترة لصور القمع أولًا ومن ثم قطعت الوصول إلى شبكة الإنترنت بشكل كامل في محاولة لإيقاف انتشار الثورة. يتيح نجاح الثورة المصرية في عام 2011 فرصة لترسيخ حرية الرأي في مصر، خاصة على شبكة الإنترنت. ردًا على هذه الأحداث المفاجئة، في مارس عام 2011، نقلت منظمة مراسلون بلا حدود مصر من قائمة «أعداء الإنترنت» إلى قائمة الدول «الخاضعة للرقابة».

في مارس عام 2012 قالت منظمة مراسلون بلا حدود:
تم الاحتفال بالذكرى الأولى لثورة مصر في جو من التوتر والشك بين القوة العسكرية المتنازع عليها، وحركة احتجاجية تحاول استعادة طاقاتها وإسلاميين منتصرين. تعرض المدونون ومواطنو الإنترنت المنتقدون للجيش للمضايقة، والتهديد وفي بعض الأحيان للاعتقال.
لم يكتفي المجلس الأعلى للقوات المسلحة، الذي كان يقود البلاد منذ فبراير عام 2011، بالحفاظ على أساليب حسني مبارك في مراقبة المعلومات، لكنه عمل أيضًا على تعزيزها.

### إثيوبيا
- مصنفة بأنها «غير حرة» في تقرير الحرية على الشبكة الصادر عن منظمة فريدوم هاوس في عام 2011 (معدل درجات 69)، 2012 (معدل درجات 75)، 2013 (معدل درجات 79)، 2014 (معدل درجات 80)، 2015 (معدل درجات 82)، 2016 (معدل درجات 83)، 2017 (معدل درجات 86) وفي عام 2018 (معدل درجات 83).[11][12][13][13]
- صنفتها مبادرة أوبن نيت في أكتوبر عام 2012 أنها ضمن الرقابة واسعة النطاق في المجال السياسي، لا يوجد دلائل على المجال الاجتماعي، وانتقائية فيما يتعلق بالنزاعات/الأمن وأدوات الإنترنت.[14][15]

ماتزال بيئة إثيوبيا مقيدة بشكل كبير في التعبير عن الآراء المعارضة على شبكة الإنترنت. قامت الحكومة الإثيوبية منذ زمن بفلترة المحتوى السياسي المعارض والنقدي. كثيرًا ما تستخدم تشريعات مكافحة الإرهاب في استهداف الخطاب على شبكة الإنترنت، بما في ذلك الإدانة الأخيرة لعشرات الأفراد الذين حوكم العديد منهم بناءً على كتاباتهم على الإنترنت. كشفت تجربة «مبادرة إنترنت مفتوح» في إثيوبيا في سبتمبر عام 2012 عن استمرار حظر المحتوى السياسي والإخباري على الإنترنت، بما في ذلك مدونات ومواقع العديد من الأفراد المدانين مؤخرًا.
نفذت إثيوبيا نظام فلترة سياسية كبيرة يحظر الوصول إلى المدونات المشهورة ومواقع الإنترنت للعديد من المؤسسات الإخبارية، والأحزاب السياسية المعارضة، ومجموعات حقوق الإنسان. من ناحية ثانية، نسبة كبيرة من المحتوى الإعلامي الذي تحاول الحكومة مراقبته يمكن الحصول عليه من المواقع غير المحظورة. استمر كاتبو المدونات المحظورة في العديد من الحالات بالكتابة لجمهور دولي، وبدون عقوبات على ما يبدو. مع ذلك، تستمر إثيوبيا في سجن الصحفيين، وقد أظهرت الحكومة ميلًا متزايدًا نحو السلوك القمعي سواء في الواقع أو عبر الإنترنت. من المرجح أن يتسع نطاق الرقابة مع توسع الوصول إلى الإنترنت في جميع أنحاء البلاد.